# Copa espanyola d'hoquei sobre herba masculina
|  | Aquest article tracta sobre la competició masculina. Si cerqueu la competició femenina, vegeu «Copa espanyola d'hoquei sobre herba femenina». |

La Copa espanyola d'hoquei herba masculina, actualment denominada Copa del Rei d'hoquei sobre herba (en castellà: Copa de SM el Rey de hockey hierba), és una competició esportiva de clubs espanyols d'hoquei sobre herba, creada la temporada 1914-15. De caràcter anual, està organitzada per la Reial Federació Espanyola d'Hoquei. Hi participen els vuits millors equips classificats de la primera volta de la lliga espanyola de la temporada i hi disputen una fase final en format de sistema d'eliminació directa en una seu neutral. El vencedor de la final és declarat campió de la Copa del Rei.
Històricament, els clubs catalans han sigut els grans dominadors de la competició, destacant el RC Polo amb trenta-dos títols, seguit del Club Egara amb dinou i de l'Atlètic Terrassa HC amb quinze.

## Equips participants
Els equips participants de l'edició 2021-22 de la Copa del Rei són:
- Futbol Club Barcelona
- Club de Campo Villa de Madrid
- Sanse Complutense
- Club Egara
- Júnior Futbol Club
- Reial Club de Polo de Barcelona
- Atlètic Terrassa Hockey Club
- Real Sociedad de Tenis

## Historial
| En negreta = Equip guanyador (prò.) = Pròrroga (so.) = Shoot-out (1) = Nombre de campionats Nota: Noms dels equips segons l'època. |

| Edició                                                                    | Temp.   | Data          | Campió                           | Resultat       | Subcampió             | Seu                                          | refs          |
| ------------------------------------------------------------------------- | ------- | ------------- | -------------------------------- | -------------- | --------------------- | -------------------------------------------- | ------------- |
| I                                                                         | 1914-15 |               | Atlètic de Madrid (1)            |                |                       | Barcelona                                    |               |
| II                                                                        | 1915-16 |               | RC Polo (1)                      | 1-0            | Athletic de Madrid    | Barcelona                                    |               |
| III                                                                       | 1916-17 |               | RC Polo (2)                      | 1-0            | Reial Societat        | Barcelona                                    |               |
| IV                                                                        | 1917-18 |               | Athletic de Madrid (2)           | 4-1            | Reial Societat        | Madrid                                       |               |
| V                                                                         | 1918-19 |               | Reial Societat (1)               |                |                       |                                              |               |
| VI                                                                        | 1919-20 | 15/18-02-1922 | Athletic de Madrid (3)           | lligueta       | RC Polo               | Camp del Polo, Barcelona                     | [ 3 ]         |
| VII                                                                       | 1920-21 |               | Athletic de Madrid (4)           |                |                       |                                              |               |
| VIII                                                                      | 1921-22 | 19/28-02-1922 | RC Polo (3)                      | lligueta       | Athletic de Madrid    | Camp del Polo, Barcelona                     | [ 4 ]         |
| IX                                                                        | 1922-23 | 25/27-02-1923 | Atlètic de Madrid (5)            | lligueta       | SS Pompeya            | Campo Romo, Bilbao                           | [ 5 ]         |
| X                                                                         | 1923-24 |               | RC Polo (4)                      |                |                       |                                              |               |
| XI                                                                        | 1924-25 |               | RC Polo (5)                      |                |                       |                                              |               |
| XII                                                                       | 1925-26 |               | Atlètic de Madrid (6)            |                |                       |                                              |               |
| XIII                                                                      | 1926-27 |               | Atlètic de Madrid (7)            |                |                       |                                              |               |
| XIV                                                                       | 1927-28 |               | Atlètic de Madrid (8)            |                |                       |                                              |               |
| XV                                                                        | 1928-29 |               | RC Polo (6)                      |                |                       |                                              |               |
| XVI                                                                       | 1929-30 |               | Reial Societat (2)               |                |                       |                                              |               |
| XVII                                                                      | 1930-31 | 02-05-1931    | València CH (1) FC Barcelona (1) | [ Nota 1 ]     |                       | Borriana                                     | [ 8 ] [ 9 ]   |
| XVIII                                                                     | 1931-32 |               | AD Tranviaria (1)                |                |                       |                                              |               |
| XIX                                                                       | 1932-33 |               | CD Terrassa (1)                  |                |                       |                                              |               |
| XX                                                                        | 1933-34 |               | Club de Campo (1)                |                |                       |                                              |               |
| XXI                                                                       | 1934-35 | 28-04-1935    | Club de Campo (2)                |                | RC Polo               |                                              | [ 10 ]        |
| XXII                                                                      | 1935-36 |               | Club de Campo (3)                |                |                       |                                              |               |
| no es disputà entre 1937 i 1939 per l'esclat de la Guerra Civil Espanyola |         |               |                                  |                |                       |                                              |               |
| Copa del Generalíssim                                                     |         |               |                                  |                |                       |                                              |               |
| XXIII                                                                     | 1939-40 |               | Club de Campo (4)                |                |                       |                                              |               |
| XXIV                                                                      | 1940-41 |               | RC Polo (7)                      |                | FC Barcelona          | Terrassa                                     | [ 11 ]        |
| XXV                                                                       | 1941-42 | 06-04-1942    | FC Barcelona (2)                 |                | CD Terrassa           | València                                     | [ 11 ]        |
| XXVI                                                                      | 1942-43 |               | CD Terrassa (2)                  |                |                       |                                              |               |
| XXVII                                                                     | 1943-44 | 04-04-1944    | FC Barcelona (3)                 | 1-0            | Atlético Aviación     | Campos de Sport El Sardinero, Santander      | [ 12 ]        |
| XXVIII                                                                    | 1944-45 |               | CD Terrassa (3)                  |                |                       |                                              |               |
| XXIX                                                                      | 1945-46 |               | CD Terrassa (4)                  |                |                       |                                              |               |
| XXX                                                                       | 1946-47 | 13-04-1947    | FC Barcelona (4)                 | 1-0            | CD Terrassa           | Campo del RC Jolaseta, Bilbao                | [ 13 ]        |
| XXXI                                                                      | 1947-48 | 04-1948       | CD Terrassa (5)                  |                | Atlètic de Madrid     | Terrassa                                     | [ 14 ]        |
| XXXII                                                                     | 1948-49 |               | CD Terrassa (6)                  |                |                       |                                              |               |
| XXXIII                                                                    | 1949-50 | 09-04-1950    | CD Terrassa (7)                  | 1-0            | EyD Terrassa          | Alacant                                      | [ 15 ]        |
| XXXIV                                                                     | 1950-51 |               | CD Terrassa (8)                  |                | FC Barcelona          |                                              | [ 16 ]        |
| XXXV                                                                      | 1951-52 |               | Club Egara (1)                   |                |                       |                                              |               |
| XXXVI                                                                     | 1952-53 |               | Club de Campo (5)                |                |                       |                                              |               |
| XXXVII                                                                    | 1953-54 |               | Club de Campo (6)                |                |                       |                                              |               |
| XXXVIII                                                                   | 1954-55 |               | CD Terrassa (9)                  |                |                       |                                              |               |
| XXXIX                                                                     | 1955-56 | 08-04-1956    | Club de Campo (7)                | 2-1            | Tenis San Sebastián   | Instal·lacions del CA Montemar, Alacant      | [ 17 ]        |
| XL                                                                        | 1956-57 |               | RC Polo (8)                      |                |                       |                                              |               |
| XLI                                                                       | 1957-58 | 20-04-1958    | RC Polo (9)                      | 3-0            | CD Terrassa           | Bilbao                                       | [ 18 ] [ 19 ] |
| XLII                                                                      | 1958-59 |               | RC Polo (10)                     |                |                       |                                              |               |
| XLIII                                                                     | 1959-60 |               | RC Polo (11)                     |                |                       |                                              |               |
| XLIV                                                                      | 1960-61 |               | Club Egara (2)                   |                |                       |                                              |               |
| XLV                                                                       | 1961-62 |               | RC Polo (12)                     |                |                       |                                              |               |
| XLVI                                                                      | 1962-63 |               | Club Egara (3)                   |                |                       |                                              |               |
| XLVII                                                                     | 1963-64 |               | RC Polo (13)                     |                |                       |                                              |               |
| XLVIII                                                                    | 1964-65 | 02-05-1965    | Club Egara (4)                   | 1-0            | RC Polo               | Santander                                    | [ 20 ]        |
| XLIX                                                                      | 1965-66 |               | CD Terrassa (10)                 |                |                       |                                              |               |
| L                                                                         | 1966-67 |               | CD Terrassa (11)                 |                |                       |                                              |               |
| LI                                                                        | 1967-68 | 01-05-1968    | Club Egara (5)                   | 7-0            | RS Tenis              |                                              | [ 21 ]        |
| LII                                                                       | 1968-69 | 18-05-1969    | Club Egara (6)                   | 3-1 (pro.)     | RC Polo               | Sant Sebastià                                | [ 22 ]        |
| LIII                                                                      | 1969-70 | 28-05-1970    | RC Polo (14)                     | 1-0            | Club Egara            | Parque de Deportes RC Jolaseta, Bilbao       | [ 23 ]        |
| LIV                                                                       | 1970-71 | 02-05-1971    | Club Egara (7)                   | 2-0            | RC Polo               | Camp de Pedralbes, Barcelona                 | [ 24 ]        |
| LV                                                                        | 1971-72 | 04-06-1972    | Club Egara (8)                   | 1-0            | RC Polo               | Club de Campo Villa de Madrid                | [ 25 ]        |
| LVI                                                                       | 1972-73 | 31-05-1973    | RC Polo (15)                     | 3-1            | RC Polo B             | Camp de Can Salas, Terrassa                  | [ 26 ]        |
| LVII                                                                      | 1973-74 | 14-04-1974    | RC Polo (16)                     | 1-0            | CD Terrassa           | Santander                                    | [ 21 ]        |
| LVIII                                                                     | 1974-75 | 05-05-1975    | CD Terrassa (12)                 | 1-0            | Club Egara            | Camp Pla de Bon Aire, Terrassa               | [ 27 ]        |
| Copa del Rei                                                              |         |               |                                  |                |                       |                                              |               |
| LIX                                                                       | 1975-76 | 30-05-1976    | RC Polo (17)                     | 3-0            | RC Jolaseta           |                                              | [ 21 ]        |
| LX                                                                        | 1976-77 | 05-06-1977    | Club de Campo (8)                | 2-0            | RC Polo               | Club de Campo Villa de Madrid                | [ 28 ]        |
| LXI                                                                       | 1977-78 | 11-06-1978    | Club de Campo (9)                | 1-0 (pro.)     | RC Polo               | Santander                                    | [ 29 ]        |
| LXII                                                                      | 1978-79 | 20-05-1979    | RC Polo (18)                     | 2-0            | Club de Campo         | Camp Municipal Pau Negre, Barcelona          | [ 30 ]        |
| LXIII                                                                     | 1979-80 | 27-04-1980    | Club Egara (9)                   | 5-3 (pro.)     | RC Jolaseta           |                                              | [ 31 ]        |
| LXIV                                                                      | 1980-81 | 17-05-1981    | RC Polo (19)                     | 2-1            | Club de Campo         | Madrid                                       | [ 32 ]        |
| LXV                                                                       | 1981-82 | 06-06-1982    | RC Polo (20)                     | 1-0            | Club de Campo         |                                              | [ 33 ]        |
| LXVI                                                                      | 1982-83 | 12-06-1983    | RC Polo (21)                     | 1-0            | Club de Campo         | Getxo                                        | [ 34 ]        |
| LXVII                                                                     | 1983-84 | 20-05-1984    | Atlètic Terrassa HC (1)          | 2-0            | RS Tenis              | Camp Municipal Pau Negre, Barcelona          | [ 35 ]        |
| LXVIII                                                                    | 1984-85 | 02-06-1985    | Atlètic Terrassa HC (2)          | 2-1            | Club Egara            | Estadi Municipal d'Hoquei, Terrassa          | [ 36 ]        |
| LXIX                                                                      | 1985-86 | 08-06-1986    | Atlètic Terrassa HC (3)          | 5-2 (pro.)     | RC Polo               |                                              | [ 37 ]        |
| LXX                                                                       | 1986-87 | 17-05-1987    | Atlètic Terrassa HC (4)          | 3-0            | Taboada Valdeluz      | Estadi Municipal d'Hoquei, Terrassa          | [ 38 ]        |
| LXXI                                                                      | 1987-88 | 29-05-1988    | Atlètic Terrassa HC (5)          | 3-1            | RC Polo               | Estadi Municipal d'Hoquei, Terrassa          | [ 39 ]        |
| LXXII                                                                     | 1988-89 | 28-05-1989    | RC Polo (22)                     | 4-0            | Club de Campo         |                                              | [ 40 ]        |
| LXXIII                                                                    | 1989-90 | 20-05-1990    | Atlètic Terrassa HC (6)          | 4-2            | Club Egara            | Santander                                    | [ 41 ]        |
| LXXIV                                                                     | 1990-91 | 14-04-1991    | Atlètic Terrassa HC (7)          | 5-1 (pro.)     | Illescas S.P.Valdeluz |                                              | [ 42 ]        |
| LXXV                                                                      | 1991-92 | 01-03-1992    | Atlètic Terrassa HC (8)          | 5-1            | Club Egara            | Estadi Olímpic de Terrassa                   | [ 43 ]        |
| LXXVI                                                                     | 1992-93 | 09-05-1993    | Club Egara (10)                  | 4-3 (pro.)     | Atlètic Terrassa HC   |                                              | [ 44 ]        |
| LXXVII                                                                    | 1993-94 | 08-05-1994    | Atlètic Terrassa HC (9)          | 1-1 (5-4, so.) | RC Polo               |                                              | [ 45 ]        |
| LXXVIII                                                                   | 1994-95 | 11-06-1995    | Atlètic Terrassa HC (10)         | 2-0            | RC Polo               |                                              | [ 46 ]        |
| LXXIX                                                                     | 1995-96 | 05-05-1996    | RC Polo (23)                     | 3-2 (pro.)     | Aldeasa Valdeluz      | Madrid                                       | [ 47 ]        |
| LXXX                                                                      | 1996-97 | 16-05-1997    | Atlètic Terrassa HC (11)         | 3-2            | Club Egara            |                                              | [ 48 ]        |
| LXXXI                                                                     | 1997-98 | 14-05-1998    | Club Egara (11)                  | 4-2            | Atlètic Terrassa HC   | Camp de Can Salas, Terrassa                  | [ 49 ]        |
| LXXXII                                                                    | 1998-99 | 16-05-1999    | Club Egara (12)                  | 3-0            | Atlètic Terrassa HC   |                                              | [ 50 ]        |
| LXXXIII                                                                   | 1999-00 | 07-05-2000    | Club Egara (13)                  | 1-0            | Complutense HC        | Campo de Mariñamansa, Ourense                | [ 51 ]        |
| LXXXIV                                                                    | 2000-01 | 13-05-2001    | Atlètic Terrassa HC (12)         | 2-1 (pro.)     | RC Polo               | Camp Les Pedritxes, Matadepera               | [ 52 ]        |
| LXXXV                                                                     | 2001-02 | 09-06-2002    | Club Egara (14)                  | 1-1 (4-3, so.) | Atlètic Terrassa HC   | Camp de Can Salas, Terrassa                  | [ 53 ]        |
| LXXXVI                                                                    | 2002-03 | 27-04-2003    | RC Polo (24)                     | 3-2            | Club Egara            |                                              |               |
| LXXXVII                                                                   | 2003-04 | 06-06-2004    | Club de Campo (10)               | 2-2 (7-5, so.) | Club Egara            | Camp Les Pedritxes, Matadepera               | [ 54 ]        |
| LXXXVIII                                                                  | 2004-05 | 21-11-2004    | Club de Campo (11)               | 5-4            | Atlètic Terrassa HC   | Club de Campo Villa de Madrid                |               |
| LXXXIX                                                                    | 2005-06 | 27-11-2005    | Atlètic Terrassa HC (13)         | 5-3            | Club de Campo         | Camp Pla de Bon Aire, Terrassa               |               |
| XC                                                                        | 2006-07 | 17-12-2006    | Club Egara (15)                  | 1-0            | RC Polo               | Campo de La Alberícia, Santander             | [ 55 ]        |
| XCI                                                                       | 2007-08 | 23-12-2007    | RC Polo (25)                     | 3-2            | Club Egara            | Camp del Reial Club de Polo, Barcelona       |               |
| XCII                                                                      | 2008-09 | 14-12-2008    | Club Egara (16)                  | 4-2            | Atlètic Terrassa HC   | Club de Campo Villa de Madrid                | [ 56 ]        |
| XCIII                                                                     | 2009-10 | 02-05-2010    | Atlètic Terrassa HC (14)         | 1-0            | Club de Campo         |                                              | [ 57 ]        |
| XCIV                                                                      | 2010-11 | 03-04-2011    | Club de Campo (12)               | 3-1            | Atlètic Terrassa HC   | Camp Les Pedritxes, Matadepera               | [ 58 ]        |
| XCV                                                                       | 2011-12 | 13-05-2012    | Club de Campo (13)               | 2-1            | Club Egara            | Ciudad Deportiva Valle de las Cañas, Pozuelo | [ 59 ]        |
| XCVI                                                                      | 2012-13 | 26-05-2013    | RC Polo (26)                     | 2-1            | Atlètic Terrassa HC   | Camp Eduardo Dualde, Barcelona               | [ 60 ]        |
| XCVII                                                                     | 2013-14 | 16-03-2014    | RC Polo (27)                     | 3-2            | Atlètic Terrassa HC   | Club de Campo Villa de Madrid                | [ 61 ]        |
| XCVIII                                                                    | 2014-15 | 15-03-2015    | Atlètic Terrassa HC (15)         | 1-1 (3-2, so.) | RC Polo               | Terrassa                                     | [ 62 ]        |
| XCIX                                                                      | 2015-16 | 13-03-2016    | RC Polo (28)                     | 1-0            | Club Egara            | Camp Eduardo Dualde, Barcelona               | [ 63 ]        |
| C                                                                         | 2016-17 | 19-03-2017    | RC Polo (29)                     | 4-1            | Atlètic Terrassa HC   | Sant Cugat del Vallès                        | [ 64 ]        |
| CI                                                                        | 2017-18 | 11-03-2018    | Club Egara (17)                  | 2-1            | RC Polo               | Camp Betero, València                        | [ 65 ] [ 66 ] |
| CII                                                                       | 2018-19 | 24-03-2019    | RC Polo (30)                     | 3-1            | Atlètic Terrassa HC   | Club de Campo Villa de Madrid                | [ 67 ]        |
| CIII                                                                      | 2019-20 | 22-12-2019    | RC Polo (31)                     | 4-3            | Atlètic Terrassa HC   | Camp de Can Salas, Terrassa                  | [ 68 ]        |
| CIV                                                                       | 2020-21 | 13-12-2020    | Club Egara (18)                  | 3-2            | Club de Campo         | Camp hoquei-herba Beteró, València           | [ 69 ]        |
| CV                                                                        | 2021-22 | 14-11-2021    | Atlètic Terrassa HC (16)         | 3-2            | RC Polo               | Camp Eduard Dualde, Barcelona                | [ 70 ]        |
| CVI                                                                       | 2022-23 | 26-03-2023    | Club de Campo (14)               | 0-0 (3-2, so.) | Atlètic Terrassa HC   | Club de Campo Villa de Madrid                | [ 71 ]        |
| CVII                                                                      | 2023-24 | 17-03-2024    | RC Polo (32)                     | 0-0 (4-2, so.) | Atlètic Terrassa HC   | Camp de La Estupa, Benalmádena               | [ 72 ]        |

1. ↑  Després de celebrar-se dues finals anteriors a Mestalla el 9 de març[6] i el 26 d'abril[7] amb resultat d'empat a un, a la tercera final no es presentà el FC Barcelona. Al juliol de 2024 la Federació Espanyola d'Hoquei proclamà ex aequo al Barça com a vencedor de la Copa d'Espanya de la temporada 1930-31.

## Palmarès
| Equip                           | Campió | Subcampió | Finals | Anys campió | Anys subcampió |
| ------------------------------- | ------ | --------- | ------ | --- | --- |
| Reial Club de Polo              | 32     | 16        | 48     | 1915-16, 1916-17, 1921-22, 1923-24, 1924-25,1928-29, 1940-41, 1956-57, 1957-58, 1958-59, 1959-60, 1961-62, 1963-64, 1969-70, 1972-73, 1973-74, 1975-76, 1978-79, 1980-81, 1981-82, 1982-83, 1988-89, 1995-96. 2002-03, 2007-08, 2012-13, 2013-14, 2015-16, 2016-17, 2018-19, 2019-20, 2023-24 | 1934-35, 1964-65, 1968-69, 1970-71, 1971-72, 1976-77, 1977-78, 1985-86, 1987-88, 1993-94, 1994-95, 2000-01, 2006-07, 2014-15, 2017-18, 2021-22 |
| Club Egara                      | 18     | 11        | 29     | 1951-52, 1960-61, 1962-63, 1964-65, 1967-68, 1968-69, 1970-71, 1971-72, 1979-80, 1992-93, 1997-98, 1998-99, 1999-00, 2001-02, 2006-07, 2008-09, 2017-18, 2020-21 | 1974-75, 1969-70, 1984-85, 1989-90, 1991-92, 1996-97, 2002-03, 2003-04, 2007-08, 2011-12, 2015-16                                              |
| Atlètic Terrassa Hockey Club    | 16     | 14        | 30     | 1983-84, 1984-85, 1985-86, 1986-87, 1987-88, 1989-90, 1990-91, 1991-92, 1993-94, 1994-95, 1996-97, 2000-01, 2005-06, 2009-10, 2014-15, 2021-22 | 1992-93, 1997-98, 1998-99, 2001-02, 2004-05, 2008-09, 2010-11, 2012-13, 2013-14, 2016-17, 2018-19, 2019-20, 2022-23, 2023-24                   |
| Club de Campo Villa de Madrid   | 14     | 8         | 22     | 1933-34, 1934-35, 1934-36, 1939-40, 1952-53, 1953-54, 1955-56, 1976-77, 1977-78, 2003-04, 2004-05, 2010-11, 2011-12, 2022-23 | 1978-79, 1980-81, 1981-82, 1982-83, 1988-89, 2005-06, 2009-10, 2020-21                                                                         |
| Club Deportiu Terrassa          | 12     | 4         | 16     | 1932-33, 1942-43, 1944-45, 1945-46, 1947-48, 1948-49, 1949-50, 1950-51, 1954-55, 1965-66, 1966-67, 1974-75 | 1941-42, 1946-47, 1957-58, 1973-74 |
| Atlètic de Madrid               | 8      | 2         | 10     | 1914-15, 1917-18, 1919-20, 1920-21, 1922-23, 1925-26, 1926-27, 1927-28 | 1943-44, 1947-48 |
| Futbol Club Barcelona           | 4      | 1         | 5      | 1930,-31, 1941-42, 1943-44, 1946-47 | 1940-41, 1950-51 |
| Reial Societat                  | 3      | 0         | 2      | 1918-19, 1929-30 | — |
| València Club d'Hoquei          | 1      | 0         | 1      | 1930-31 | — |
| Asociación Deportiva Tranviaria | 1      | 0         | 1      | 1931-32 | — |